# Oreste Barale
Oreste Barale (4 d'octubre de 1904 – 1982) també conegut com a Barale III va ser un jugador de futbol italià de Pezzana Vercellese, a la província de Vercelli. Va jugar a futbol de clubs com a migcampista de la Juventus FC guanyant dos títols de lliga; també va jugar amb l'Alessandria.

## Palmarès
Juventus
- Sèrie A: 1925–26
- Sèrie A: 1930–31